# محمد مصطفى بازامة
محمد مصطفى بازامة 1923 – 2000 مُؤرِّخ وأديب ليبِيّ، ولد في بنغازي، ينتمي إلى أسرة من واحة جالو، وعمل مدرسًا في إحدى مدارس منطقة القوارشة، وفي الخمسينات نشر أولى مقالاته ليبيا: هذا الاسم في جذوره التاريخية.

## سيرته
ولد عام 1923 بمدينة بنغازي خلال سنوات الاحتلال الإيطالي شهد في طفولته وصباه السنوات الأخيرة من الاحتلال الإيطالي وعاصر أحداث الحرب العالمية الثانية واستهل حياته العملية مدرسا منذ سنة 1944 خلال فترة الانتداب البريطاني على ليبيا.

## أعماله
عضوية بعض اللجان والمؤسسات الثقافية:
- اللجنة العليا لرعاية الفنون والآداب
- المجلس الأعلى للآثار
- اللجنة الوطنية للتربية والعلوم والثقافة
- اللجنة المحلية للإذاعة المرئية (في بنغازي)
- مجمع اللغة العربية (الليبي).
- عمل بالصحافة ورأس تحرير صحيفة العمل الصادرة في بنغازي سنة (1972).

## المؤتمرات
- مؤتمر ليبيا في التاريخ سنة (1968)
- مؤتمر الأدباء والكتاب الليبيين سنتي (1968 – 1973)
- مهرجان الشاعر أحمد رفيق المهدوي سنة (1971)،

## منشوراته
نشر منذ سنة 1951 مقالاته وبحوثه في عدة دوريات منها (ليبيا، النور، صوت المربي، الوطن، برقة الجديدة، بنغازي، الرائد، العمل، الحقيقة، البلاغ، الثورة، رسالة التربية، الثقافة، العربية، الحوادث، وبعض الصحف الإيطالية)

## مؤلفاته

### تاريخ ليبيا عبر العصور
- . بنغازي عبر التاريخ – بنغازي: دار ليبيا للنشر والتوزيع، 1968.
- . مدينة طرابلس وأسماؤها في التاريخ. إيطاليا: دار الماس، 1983.
- . واحات الجنوب البرقي بين الأسطورة والتاريخ. قبرص: دار الحوار، 1994.

### تاريخ ليبيا القديم
- . ليبيا: هذا الاسم في جذوره التاريخية. طرابلس: اللجنة العليا لرعاية الفنون والآداب، 1965.
- . تأثير الليبيين في الحضارتين المصرية واليونانية وتأثرهم بهما. ضمن كتاب (ليبيا في التاريخ) بنغازي: الجامعة الليبية، 1968.
- . تاريخ ليبيا في عصور ما قبل التاريخ، بنغازي: الجامعة الليبية، 1974.
- . قورينا وبرقة: نشأة المدينتين في التاريخ، بنغازي: مكتبة قورينا، 1974.
- . سكان ليبيا في التاريخ: عصور ما قبل الإسلام. قبرص: دار الحوار، 1994.

### تاريخ ليبيا الوسيط
- . ليبيا في عهد الخلفاء الراشدين. طرابلس: مكتبة الفكر، 1973.

### تاريخ ليبيا الحديث
- .ليبيا في عشرين سنة من حكم الأسبان (1510 – 1530). طرابلس: مكتبة الفرجاني، 1965.
- .وثائق عن نهاية العهد القرمانلي (قدمها في الإيطالية إسماعيل كمالي، عربها وعلق عليها محمد مصطفى بازامه). بيروت: دار لبنان للطباعة والنشر، 1965.
- .الدبلوماسية الليبية في القرن الثامن عشر: عبد الرحمن آغا البديري (1720 – 1792) بنغازي: مكتبة قورينا، 1973.
- .تاريخ برقة: في العهد العثماني الأول، في العهد القرمانلي، في العهد العثماني الثاني (3 أجزاء) قبرص: دار الحوار، 1994.

### تاريخ ليبيا المعاصر (حركة الجهاد الليبي)
- .بداية المأساة أو التمهيد السياسي للاحتلال. بنغازي: المطبعة الأهلية، 1961.
- .العدوان أو الحرب بين إيطاليا وتركيا في ليبيا. طرابلس: مكتبة الفرجاني، 1965.
- .المدينة الباسلة [بنغازي]. قبرص: دار الحوار، 1994.

### دراسات في التاريخ الإسلامي
- .تاريخ مالطا في العهد الإسلامي. بنغازي: مكتبة قورينا، 1971.
- .جزيرة كريت في العهد الإسلامي. إيطاليا: الماس للنشر، 1984.
- .أثر الدين والقومية في تاريخ الأمة الإسلامية. قبرص: دار الحوار، 1994.

### شئون ثقافية – فكرية
- .الخصائص المميزة لاشتراكية الإسلام. بنغازي: مطابع دار الحقيقة، 1969. (26 ص).
- .الغاية سعادة الإنسان في الدين. بنغازي: مطابع دار الحقيقة، 1970 (29 ص).
- .الثورة الثقافية العربية. بيروت: مؤسسة ناصر، 1973.
- .رفيق وفلسفة الجمال (ضمن كتاب: مهرجان رفيق الأدبي. بنغازي: جامعة قاريونس، 1993).

### باللغة الإيطالية
- .ARABI E SARDI NEL MEDIOEVO ED. EDES – SARDENIA 1988

2. UN IPRES SUL DECLINO DI UHA EDES SASSAI 1989. (رؤية عن انحطاط ساردينيا الثرية العظمى). (نال على هذين الكتابين ميدالية رئيس الجمهورية الإيطالية).

### آثار مخطوطة
- . سكان ليبيا في التاريخ (الجزء الثاني).
- . سكان ليبيا في التاريخ (الجزء الثالث).
- . القضية الليبية (الجزء الأول – ما قبل العدوان).
- . القضية الليبية (الجزء الثاني – العدوان والتصدي).
- . الكراغلة بناة العهد القرمانلي ومقوضوه (الجزء الأول – البناء).
- . ليبيا في وصف الادريسي.
- . صفحات من تاريخ فزان (أسرة أولاد محمد).
- . ليث العرين عمر المختار.
- . رفيق أكثر من شاعر.
- . تاريخ جمعية عمر المختار.

## روابط خارجية
- بازامة.. الناقد الأديب - أ. د. الصيد أبوريب